# Рекордон, Жильбер
Жильбер Рекордон (фр. Gilbert Recordon, 15 января 1931, Санта-Крус, Американские Виргинские острова) — швейцарский хоккеист (хоккей на траве), нападающий.

## Биография
Жильбер Рекордон родился 15 января 1931 года на острове Санта-Крус в составе Американских Виргинских островов.
Играл в хоккей на траве за «Стад-Лозанн» из Лозанны.
В 1952 году вошёл в состав сборной Швейцарии по хоккею на траве на Олимпийских играх в Хельсинки, поделившей 7-8-е места. Играл на позиции нападающего, провёл 3 матча, мячей (по имеющимся данным) не забивал.
В 1960 году вошёл в состав сборной Швейцарии по хоккею на траве на Олимпийских играх в Риме, занявшей 15-е место. Играл на позиции нападающего, провёл 5 матчей, забил 1 мяч в ворота сборной Италии.